# Zamek w Rawadinowie
Zamek w Rawadinowie (bułg. Замъкът „Влюбен във вятъра”, dosłownie: Zamek „zakochany w wietrze”) – wciąż nieukończona budowla i atrakcja turystyczna w miejscowości Rawadinowo koło Sozopola w Bułgarii, budowana od 1997 r. z wykorzystaniem różnych technik budowlanych i z zastosowaniem mieszanych stylów architektonicznych. Zamek wygrał w 2016 r. w kategorii atrakcji turystycznych konkursu A ‘Design Award.